# 512年
| 千纪： | 1千纪                                                                                           |
| 世纪： | 5世纪 \| 6世纪 \| 7世纪                                                                         |
| 年代： | 480年代 \| 490年代 \| 500年代 \| 510年代 \| 520年代 \| 530年代 \| 540年代                       |
| 年份： | 507年 \| 508年 \| 509年 \| 510年 \| 511年 \| 512年 \| 513年 \| 514年 \| 515年 \| 516年 \| 517年 |
| 纪年： | 壬辰年（龙年）；北魏永平五年，延昌元年；柔然建昌五年；南朝梁天监十一年；高昌义熙三年            |

## 大事记
- 5月21日——中国山西省原平、代县发生震级7.5级大地震，造成5310人死亡，2722人受伤。